# Maja Sikorowska
Maja Sikorowska (ur. 9 kwietnia 1980 w Krakowie) – polska piosenkarka pochodzenia greckiego, córka Andrzeja Sikorowskiego i Chariklii Motsiou-Sikorowskiej, członków grupy Pod Budą.

## Życiorys
Ukończyła podstawową szkołę muzyczną i liceum muzyczne w klasie fortepianu. Studiowała turystykę i rekreację w Akademii Wychowania Fizycznego w Krakowie. Po uzyskaniu licencjatu przez rok doskonaliła znajomość języka greckiego na Uniwersytecie w Salonikach.

## Twórczość
Zadebiutowała w 1995 r. na płycie „Kolędy” grupy Pod Budą. Na płycie „Razem” (2001) grupy Pod Budą zaśpiewała w duecie z Anną Treter piosenkę „Stowarzyszenie Rannej Rosy”, oraz samodzielnie „Głos z oddali”. Ta ostatnia piosenka znalazła się również na płycie „Kraków-Saloniki”. W 2005 r. zaśpiewała z ojcem na ich pierwszej wspólnej płycie „Kraków-Saloniki”. Wykonała na niej utwory w języku polskim i greckim. Płyta ta została w 2006 r. nominowana do Fryderyka 2005 w kategorii „Album Roku Piosenka poetycka”. W grudniu 2006 r. wydała wraz z ojcem płytę z kolędami i pastorałkami „Śniegu cieniutki opłatek”, jako dodatek do jednego z numerów Dziennika Polskiego. Od 2003 r. do 2010 r. była członkiem grupy Pod Budą. Koncertuje z zespołem Kroke.

## Maja i Andrzej Sikorowscy z zespołem
Maja i Andrzej Sikorowscy nagrywają i koncertują ze stałym zespołem w składzie:
- Maja Sikorowska – śpiew
- Andrzej Sikorowski – śpiew, gitara akustyczna
- Gertruda Szymańska – instrumenty perkusyjne
- Jacek Królik – gitara akustyczna
- Tomasz Kupiec – kontrabas

## Dyskografia
| 2005                           | Kraków-Saloniki (oraz Andrzej Sikorowski) - Data: 31 października 2005 - Wydawca: EMI Music Poland                          | 29 | - złota płyta |
| 2006                           | Śniegu cieniutki opłatek (oraz Andrzej Sikorowski) - Data: grudzień 2006 - Wydawca: Wydawnictwo Jagiellonia S.A.            | –  |               |
| 2010                           | Sprawa rodzinna (oraz Andrzej Sikorowski) - Data: 22 stycznia 2010 - Wydawca: EMI Music Poland                              | 5  |               |
| 2011                           | Avra (oraz Kroke) - Data: 28 lutego 2011 - Wydawca: EMI Music Poland                                                        | 15 |               |
| 2016                           | Okno na Planty (oraz Andrzej Sikorowski jako Sikorowscy) - Data: 7 października 2016 - Wydawca: Pomaton/Warner Music Poland | 25 |               |
| „—” pozycja nie była notowana. | |    |               |

## Nagrody i wyróżnienia
- Grand Prix Festiwalu Piosenki Greckiej w Zgorzelcu